# Roses in the Snow
Roses in the Snow — альбом американской певицы Эммилу Харрис, выпущенный в апреле 1980 года на лейбле Warner Bros. Records. По аналогии с двумя прошлыми работами, здесь певица вновь экспериментировала с традиционным звучанием. На этот раз пластинка была полностью акустической, сочетая блюграсс и народные песни региона Аппалачи. Проект оказался одним из самых рискованных и успешных в карьере певицы. Релиз достиг строчки № 2 в Top Country Albums и № 26 в Billboard 200. Сингл «Wayfaring Stranger» вошёл в Топ-10 Hot Country Songs, а «The Boxer» — в Топ-20.

## Альбом
На Roses in the Snow Харрис продолжила двигаться в сторону всё более традиционной музыки. Альбом стал очередной попыткой артистки доказать критикам свою состоятельность как исполнительницы «подлинного» кантри — без свойственных ей сторонних жанровых влияний. Прошлые работы Харрис сочетали разноплановый материал — от традиционного кантри до песен Грэма Парсонса и хитов The Beatles, а впервые уйти от этой формулы она пробовала в проекте Blue Kentucky Girl (1979). Однако теперь певица пошла ещё дальше, записав полностью акустический альбом, сочетавший блюграсс и народные песни региона Аппалачи. Увлекаться такой музыкой Харрис начала ещё в начале 1970-х годов, когда после смерти Грэма Парсонса шефство над ней взял её друг и один из основателей ансамбля The Seldom Scene Джон Старлинг, через которого она также узнала доброиста Джерри Дагласа и мультиинструменталиста Рики Скэггса. Последний теперь был членом её группы The Hot Band и во многом помог Харрис решиться на запись Roses in the Snow. Акустические вещи присутствовали на её альбомах и раньше, а на концертах она специально выделяла сегменты под блюграсс, в ходе которых с другими членами The Hot Band — Альбертом Ли, Родни Кроуэллом и Эмори Горди — играла номера вроде «Angels Rejoiced In Heaven Tonight» и «Satan’s Jewel Crown» дуэта The Louvin Brothers. C приходом в группу Рики Cкэггса эти тренды усилились, а сам он стал главной движущей силой ансамбля.
Между тем лейбл Warner Bros. Records в то время ожидал от Харрис несколько иного — очередной разноплановый кроссовер вроде альбома Elite Hotel (1975). Представители лейбла отговаривали её от записи Roses in the Snow, предрекая ей провал и закат карьеры, но певица сочла более важным приобщиться к традициям Билла Монро и её соратника Рики Скэггса. Сама она изначально все же хотела включить в проект немного привычных ей сторонних музыкальных влияний, в частности, поп-композицию «Millworker» Джеймса Тейлора и джазовый стандарт «How High The Moon» из репертуара Эллы Фитцджеральд. Однако её муж и продюсер Брайан Ахерн убедил певицу, что материал должен быть стилистически однородным и компромиссов в этом плане допускать не стоит — иначе работа не будет правильно воспринята. В итоге единственный выбивавшийся из обшей картины элемент, на который она смогла его уговорить — это гитарное соло в исполнении Вилли Нельсона в песне «Green Pastures». Партии ударных на пластинке отсутствовали полностью. Сам Ахерн, будучи поклонником старинной акустической музыки, давно мечтал записать такой альбом и сделал для Roses in the Snow аранжировки народных песен, в том числе «Wayfaring Stranger».
В трек-лист вошли 10 композиций, по звучанию отсылавшие к прошлому даже более далёкому, чем творчество Джорджа Джонса или Хэнка Уильямса. Помимо народных песен, здесь были работы The Carter Family, The Stanley Brothers, The Louvin Brothers и переделанная им под стать песня «The Boxer» Пола Саймона, которую Харрис играла ещё будучи фолк-певицей в клубах Вашингтона. Последняя стала одним из наиболее популярных треков на альбоме. Основной акцент при создании проекта делался на инструментальное мастерство и вокальные гармонии. Сопрано Харрис тут звучало в тандеме с тенором Рики Скэггса, сыгравшего также на мандолине, гитаре, фиддле и банджо. Помимо действующих и бывших членов группы The Hot Band, на записи в качестве гостей отметились соратник Скэггса и блюграсс-гитарист Тони Райс, доброист Джерри Даглас и сёстры Шэрон и Черил Уайт из семейного трио The Whites. Как и прежде, в записи вокала участвовали Долли Партон и Линда Ронстадт. Последние присоединились к Харрис и Скэггсу в песнях «Green Pastures» и «Gold Watch and Chain» соответственно, а для композиции «Jordan» партию баритона исполнил Джонни Кэш. В переиздание альбома 2002 года вошли ещё две песни из тех сессий, однако уже более современных по звучанию — хонки-тонк «You’re Gonna Change» Хэнка Уильямса и трек «Root Like A Rose» в кельтском стиле, написанный сестрой Брайана Ахерна.

## Релиз
Пластинка достигла позиции № 2 в Top Country Albums и № 26 в Billboard 200. Сингл «Wayfaring Stranger» поднялся до строчки № 7 в Hot Country Songs, а «The Boxer» — до № 13. Релиз обеспечил артистке награду CMA Awards в номинации «Певица года» и стал её шестым золотым альбомом. Несмотря на мрачные прогнозы лейбла, продажи были хорошими и данную сертификацию релиз получил быстрее любого из прошлых альбомов Харрис. Помимо этого, работа номинировалась на премию «Грэмми» как «Лучшее женское вокальное кантри-исполнение». Альбом в итоге оказался одним из наиболее рискованных и одновременно самых успешных предприятий в карьере певицы. На заре течения «городской ковбой», смешавшего кантри с поп-музыкой сильнее, чем когда-либо, Харрис с Roses in the Snow не только успешно вернулась к корням жанра, но стала предвестником неотрадиционализма, развившегося к середине 1980-х годов.

## Трек-лист
| №   | Название                           | Автор(ы)                             | Длительность |
| --- | ---------------------------------- | ------------------------------------ | ------------ |
| 1.  | «Roses in the Snow»                | Рут Фрэнкс                           | 2:32         |
| 2.  | «Wayfaring Stranger»               | народная; аранжировка Брайана Ахерна | 3:26         |
| 3.  | «Green Pastures»                   | народная; аранжировка Брайана Ахерна | 3:08         |
| 4.  | «The Boxer»                        | Пол Саймон                           | 3:16         |
| 5.  | «Darkest Hour Is Just Before Dawn» | Ральф Стэнли                         | 3:22         |
| 6.  | «I’ll Go Stepping Too»             | Том Джеймс, Джерри Орган             | 2:16         |
| 7.  | «You’re Learning»                  | Чарли и Айра Лувин                   | 2:57         |
| 8.  | «Jordan»                           | народная; аранжировка Брайана Ахерна | 2:07         |
| 9.  | «Miss the Mississippi and You»     | Билл Хэлли                           | 3:40         |
| 10. | «Gold Watch and Chain»             | Эй Пи Картер                         | 3:12         |

Бонус-треки в переиздании 2002 года:
1. «You’re Gonna Change[англ.]» (Хэнк Уильямс) — 2:40
2. «Root Like a Rose» (Нэнси Ахерн) — 4:45

## Музыканты
- Брайан Ахерн — 12-струнная гитара, гитара Adamas, арктоп-гитара, гитара с жильными струнами, бас, перкуссия
- Bryan Bowers — автоарфа
- Джонни Кэш — бэк-вокал
- Хэнк Девито[англ.] — педал-стил
- Джерри Даглас[англ.] — добро
- Steve Fishell — педал-стил
- Эмори Горди — бас
- Эммилу Харрис — вокал, акустическая гитара
- Альберт Ли — электрогитара, мандолина
- Вилли Нельсон — гитара с жильными струнами
- Долли Партон — бэк-вокал
- Тони Райс[англ.] — акустическая гитара, бэк-вокал
- Линда Ронстадт — дуэт-вокал, бэк-вокал
- Рики Скэггс — акустическая гитара, банджо, фиддл, мандолина, дуэт-вокал, бэк-вокал
- Джон Уэйр[англ.] — перкуссия
- Бак Уайт — фортепиано, бэк-вокал
- Шерил Уайт — бэк-вокал
- Шэрон Уайт — бэк-вокал

## Техперсонал
- Брайан Ахерн — продюсер, звукоинженер
- Донаван Коварт — звукоинженер
- Стюарт Тейлор — звукоинженер

## Позиции в хит-парадах
| Хит-парад (1980)                   | Высшая позиция |
| ---------------------------------- | -------------- |
| Канада (RPM Country Albums)        | 2              |
| США (Billboard Top Country Albums) | 2              |
| США (Billboard Top LPs & Tape)     | 26             |

| Хит-парад (1980)                   | Позиция |
| ---------------------------------- | ------- |
| США (Billboard Top Country Albums) | 39      |